# Erik Hagen
Erik Bjørnstad Hagen (ur. 20 lipca 1975 w Veme) – piłkarz norweski grający na pozycji środkowego obrońcy. Nosi przydomek „Panzer” („Czołg”).

## Kariera klubowa
Piłkarską karierę Hagen rozpoczął w młodzieżowej drużynie Hønefoss BK, a następnie grywał w amatorskich drużynach takich jak: Jevnaker i Liv/Fossekallen. W 1998 roku przeszedł do Strømsgodset IF i wtedy też zadebiutował w jego barwach w pierwszej lidze norweskiej. W klubie z miasta Drammen występował przez dwa sezony, ale nie odniósł większych sukcesów i w 2000 roku przeniósł się do stołecznej Vålerenga Fotball. Szybko wywalczył sobie miejsce w składzie tego zespołu, jednak na koniec sezonu klub spadł z ligi. W 2002 roku Vålerenga ponownie grała w ekstraklasie, a największym sukcesem było zdobycie Pucharu Norwegii. W 2003 roku Hagen pomógł w utrzymaniu zespołu w pierwszej lidze, a także wystąpił w rozgrywkach Pucharu UEFA (w tym w dwumeczu z Wisłą Kraków). Natomiast w 2004 roku Vålerenga osiągnęła duży sukces, jakim było wywalczenie wicemistrzostwa Norwegii. Hagena uznano wówczas najlepszym obrońcą sezonu. Przez 5 lat Hagen wystąpił w niej 113 razy i zdobył 4 gole.
W 2005 roku za 2,4 miliona euro Hagen przeszedł do rosyjskiego Zenitu Petersburg, stając się tym samym pierwszym norweskim zawodnikiem w rosyjskiej lidze. Hagen stał się podstawowym zawodnikiem zespołu, rozegrał 28 meczów i został zapamiętany z ostrej gry – otrzymał 12 żółtych kartek – a klub zajął 6. miejsce w lidze. W 2006 roku Hagen został wybrany wicekapitanem Zenitu, a następnie wspomógł klub w walce o 4. miejsce w lidze oraz dotarł z nim do ćwierćfinału Pucharu UEFA. W 2007 roku wywalczył z Zenitem mistrzostwo Rosji.
W 2008 roku Hagen został wypożyczony do angielskiego Wigan Athletic. Jednak po nieudanej przygodzie z tym klubem, postanowił powrócić do swojego dawnego klubu – Vålerengi Oslo.
| Sezon   | Klub              | Kraj     | Rozgrywki                | Mecze | Bramki |
| ------- | ----------------- | -------- | ------------------------ | ----- | ------ |
| 1998    | Strømsgodset IF   | Norwegia | Tippeligaen              | 8     | 0      |
| 1999    | Strømsgodset IF   | Norwegia | Tippeligaen              | 16    | 0      |
| 2000    | Vålerenga Fotball | Norwegia | Tippeligaen              | 23    | 0      |
| 2001    | Vålerenga Fotball | Norwegia | Tippeligaen              | 29    | 2      |
| 2002    | Vålerenga Fotball | Norwegia | Tippeligaen              | 21    | 0      |
| 2003    | Vålerenga Fotball | Norwegia | Tippeligaen              | 13    | 0      |
| 2004    | Vålerenga Fotball | Norwegia | Tippeligaen              | 26    | 2      |
| 2005    | Zenit Petersburg  | Rosja    | Premier Liga             | 28    | 0      |
| 2006    | Zenit Petersburg  | Rosja    | Premier Liga             | 24    | 3      |
| 2007    | Zenit Petersburg  | Rosja    | Premier Liga             | 15    | 0      |
| 2007/08 | Wigan Athletic    | Anglia   | Premier League           | 1     | 0      |
| 2008    | Vålerenga Fotball | Norwegia | Tippeligaen              | 6     | 0      |
| 2009    | Vålerenga Fotball | Norwegia | Tippeligaen              | 21    | 0      |
|         |                   |          | Łącznie w Tippeligaen    | 140   | 4      |
|         |                   |          | Łącznie w Premier Lidze  | 67    | 3      |
|         |                   |          | Łącznie w Premier League | 1     | 0      |

## Kariera reprezentacyjna
W reprezentacji Norwegii Hagen zadebiutował 9 października 2004 roku w wygranym 1:0 wyjazdowym meczu ze Szkocją, rozegranym w ramach eliminacji do Mistrzostw Świata w Niemczech. Od tego czasu stał się podstawowym obrońcą drużyny narodowej i zastąpił w niej Vidara Risetha.